# Sociología ambiental

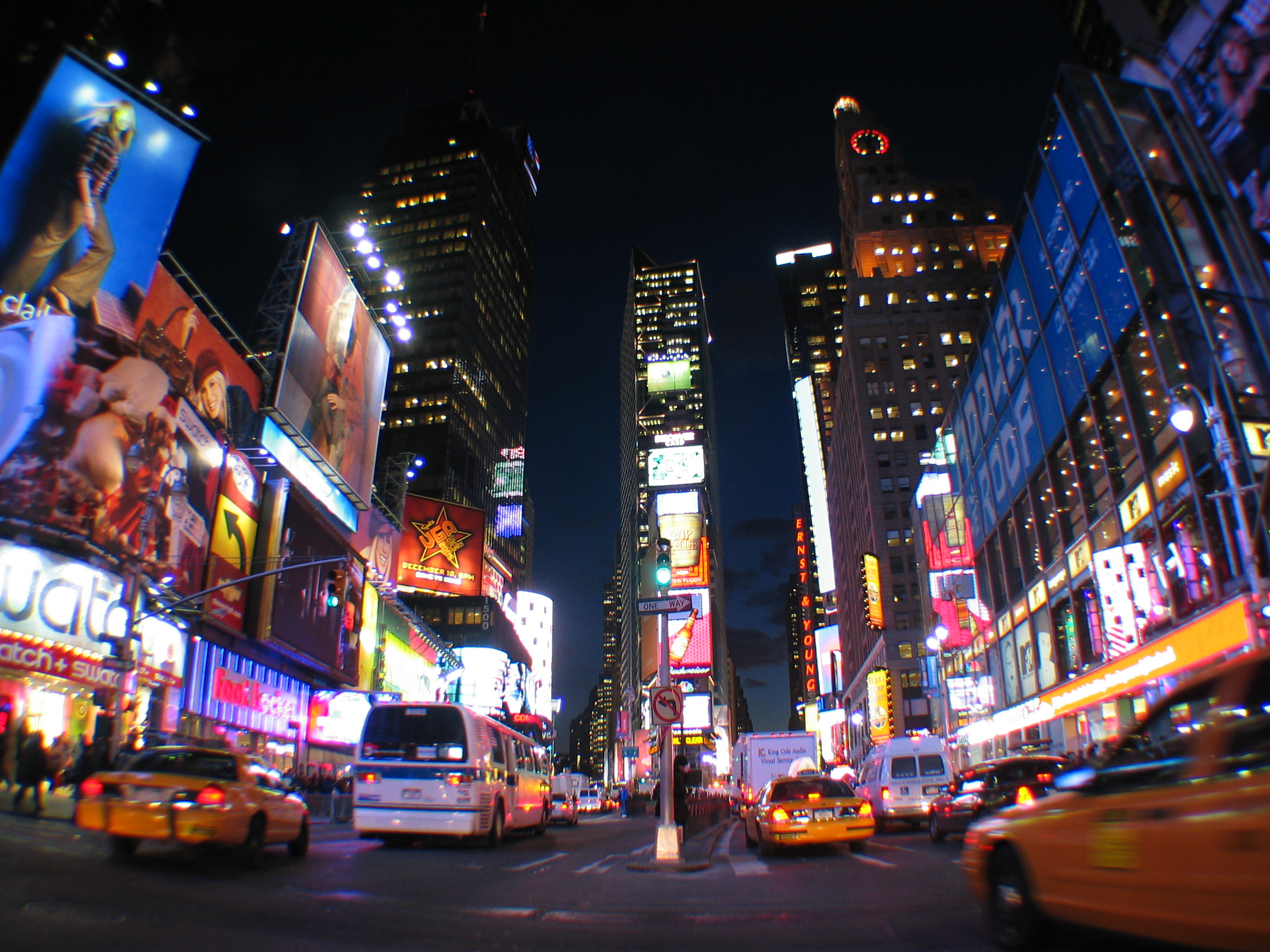
Times Square, en la sociedad tecnologizada y de la información.

La sociología ambiental es el estudio de las interacciones entre las sociedades y sus entornos naturales. El campo hace hincapié en los factores sociales que influyen en la gestión de los recursos ambientales y causan problemas ambientales, los procesos mediante los cuales estos se construyen socialmente y se definen como problemas sociales y las respuestas sociales a estos problemas. La sociología ambiental surgió como un subcampo de la sociología a finales de los años 70, en respuesta a la emergencia del movimiento ambiental en los años sesenta.

## Historia
Los antiguos griegos idealizaban la vida en la naturaleza usando la idea de la pastoral. Mucho más tarde, escritores románticos como Wordsworth se inspiraron en la naturaleza. 
El pensamiento moderno que rodea las relaciones humano-medio ambiente se remonta a Charles Darwin. El concepto de selección natural de Darwin sugería que ciertas características sociales desempeñaban un papel clave en la supervivencia de los grupos en el entorno natural. Aunque típicamente se toman a nivel micro, los principios evolutivos, particularmente la adaptabilidad, sirven como un microcosmos de la ecología humana. El trabajo de Craig Humphrey y Frederick Buttel (2002) traza los vínculos entre el trabajo de Darwin sobre la selección natural, la sociología ecológica humana y la sociología ambiental. 
La sociología se desarrolló como una disciplina académica a mediados y finales del siglo XIX y principios del XX, en un contexto en el que el determinismo biológico no había explicado por completo las características clave del cambio social, incluida la relación en evolución entre los seres humanos y sus entornos naturales. En sus años fundacionales, la sociología clásica veía a los factores sociales y culturales como la causa dominante, si no exclusiva, de las condiciones sociales y culturales. Esta lente minimizó los factores interactivos en la relación entre los humanos y sus entornos biofísicos. 
La sociología ambiental surgió como un subcampo de investigación coherente después del movimiento ambiental de los años sesenta y principios de los setenta. Las obras de William R. Catton Jr. y Riley Dunlap, entre otras, desafiaron el antropocentrismo restringido de la sociología clásica. A fines de la década de 1970, solicitaron una nueva perspectiva holística o de sistemas. Desde la década de 1970, la sociología general se ha transformado notablemente para incluir las fuerzas ambientales en las explicaciones sociales. La sociología ambiental se ha consolidado como un campo de estudio interdisciplinario y respetado en el mundo académico. 

## Conceptos

### Dualismo existencial
La dualidad de la condición humana se basa en la singularidad cultural y los rasgos evolutivos. Desde una perspectiva, los humanos están incrustados en la ecosfera y coevolucionan junto con otras especies. Los seres humanos comparten las mismas dependencias ecológicas básicas que otros habitantes de la naturaleza. Desde las otras perspectivas, los humanos se distinguen de otras especies debido a sus capacidades innovadoras, culturas distintas e instituciones variadas. Las creaciones humanas tienen el poder de manipular, destruir y trascender de forma independiente los límites del entorno natural.
Según Buttel (2005), hay cinco epistemologías básicas en sociología ambiental. En la práctica, esto significa cinco teorías diferentes sobre a quien culpar por la degradación ambiental, es decir, qué investigar o considerar importante. En orden de su invención, estas ideas de qué culparse se construyen unas sobre otras y, por lo tanto, se contradicen entre sí. 

### Neomaltusianismo
Trabajos como Hardin, la tragedia de los bienes comunes (1968), reformularon el pensamiento maltusiano acerca de los aumentos abstractos de la población que causan hambrunas en un modelo de egoísmo individual a escalas más grandes que causan la degradación de los recursos comunes como el aire, el agua, los océanos o las condiciones ambientales generales. Hardin ofreció la privatización de recursos o la regulación gubernamental como soluciones a la degradación ambiental causada por la tragedia de las condiciones de los bienes comunes. Muchos otros sociólogos compartieron esta visión de las soluciones hasta bien entrada la década de 1970. Ha habido muchas críticas a este punto de vista, particularmente la politóloga Elinor Ostrom, o los economistas Amartya Sen y Ester Boserup. 
A pesar de que gran parte del periodismo convencional considera que el maltusianismo es la única visión del ecologismo, la mayoría de los sociólogos no están de acuerdo con el maltusianismo, ya que los problemas organizativos sociales de la degradación del medio ambiente causan problemas ambientales más que la población abstracta o el egoísmo en sí. Para ejemplos de esta crítica, Ostrom en su libro El gobierno de los bienes comunes. La evolución de las instituciones de acción colectiva (1990) sostiene que, en lugar de que el interés propio siempre cause degradación, a veces puede motivar a las personas a cuidar sus recursos de propiedad común. Para ello deben cambiar las reglas organizativas básicas de uso de recursos. Su investigación proporciona evidencia de sistemas de gestión de recursos sostenibles, en torno a recursos comunes que han durado siglos en algunas áreas del mundo.
Amartya Sen argumenta en su libro Pobreza y hambrunas: un ensayo sobre el derecho y la privación (1980) que la expansión de la población no causa hambrunas o degradación, como argumentan los maltusianos o los neomalthusianos. En cambio, en los casos documentados, la falta de derecho político a los recursos que existen en abundancia, causa hambruna en algunas poblaciones. Documenta cómo las hambrunas pueden ocurrir incluso en medio de la abundancia o en el contexto de poblaciones bajas. Argumenta que las hambrunas (y la degradación ambiental) solo ocurrirían en democracias que no funcionan o en estados no representativos.
Ester Boserup argumenta en su libro Las condiciones del crecimiento agrícola: La economía del cambio agrario bajo la presión de la población (1965) del análisis de casos empírico e inductivo que la concepción más deductiva de Malthus de una presunta relación uno a uno con la escala y la población agrícolas es en realidad invertido En lugar de que la tecnología agrícola y la escala determinen y limiten la población como Malthus intentó argumentar, Boserup argumentó que el mundo está lleno de casos de lo contrario: que la población cambia y expande los métodos agrícolas.

### Nuevo paradigma ecológico
En la década de 1970, la concepción del Nuevo Paradigma Ecológico (NEP, por sus siglas en inglés) criticó la falta declarada de enfoque humano-ambiental en los sociólogos clásicos y las prioridades sociológicas que crearon sus seguidores. Esto fue criticado como el Paradigma del Excepcionalismo Humano (HEP). El punto de vista de HEP afirma que las relaciones entre los seres humanos y el medio ambiente carecen de importancia sociológica porque los seres humanos están "exentos" de las fuerzas del medio ambiente a través del cambio cultural. Esta visión fue moldeada por la visión del mundo occidental de la época y el deseo de la Sociología de establecerse como una disciplina independiente contra el determinismo ambiental racista-biológico, popular en su periodo de surgimiento.
En la década de 1970, los estudiosos sociológicos Riley Dunlap y William R. Catton, Jr. comenzaron a reconocer los límites de lo que se denominaría el Paradigma del Excepcionalismo Humano. Catton y Dunlap (1978) sugirieron una nueva perspectiva que tomó en cuenta las variables ambientales. Ellos acuñaron una nueva perspectiva teórica para la Sociología, el Nuevo Paradigma Ecológico, con supuestos contrarios a HEP.
La NEP reconoce la capacidad innovadora de los humanos, pero dice que los humanos aún son ecológicamente interdependientes como con otras especies. La NEP señala el poder de las fuerzas sociales y culturales, pero no profesa el determinismo social. En cambio, los humanos se ven afectados por la causa, el efecto y los circuitos de retroalimentación de los ecosistemas. La Tierra tiene un nivel finito de recursos naturales y depósitos de residuos. Por lo tanto, el entorno biofísico puede imponer restricciones a la actividad humana.
El trabajo de Dunlap y Catton recibió inmediatamente una crítica de Buttel, quien argumentó lo contrario, por lo que los fundamentos sociológicos clásicos se pueden encontrar para la sociología ambiental, particularmente en el trabajo de Weber sobre las antiguas "civilizaciones agrarias" y la visión de Durkheim de la división del trabajo como una premisa material de especialización en respuesta a la escasez de materiales.

### Eco-marxismo

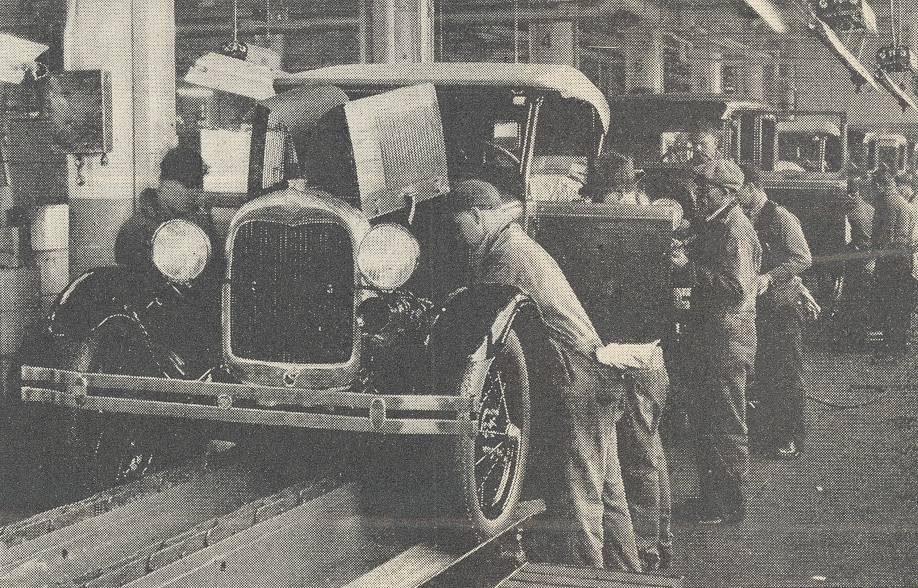
La cadena de montaje simboliza el éxito productivista del maridaje entre capitalismo e industria pero tiene un lado oculto en el impacto ambiental, el trabajo agotador y el consumismo.

El neomarxismo se basó en el colapso de la creencia generalizada del movimiento social marxista en las revueltas fallidas de la década de 1960 y el surgimiento de muchos nuevos movimientos sociales que no se ajustaron a muchos marcos analíticos marxistas de la sociología del conflicto. El énfasis del neo-marxismo en la relativa autonomía del estado del control del capital, en lugar de ser solo un reflejo del determinismo económico del conflicto de clase, produjo este novedoso punto de vista teórico en los años setenta. Las ideas neomarxistas de la sociología del conflicto se aplicaron a los conflictos de capital/ estado/ trabajo/ medio ambiente, en lugar de sólo los conflictos sobre la producción. 
Por lo tanto, algunos sociólogos querían ampliar las ideas marxistas de conflicto social para analizar los movimientos sociales ambientales desde este marco materialista en lugar de interpretar los movimientos ambientales separados de las preocupaciones materiales. Así, el "eco-marxismo" se basó en el uso de los conceptos de sociología del conflicto neo-marxista de la relativa autonomía del estado aplicado al conflicto ambiental. Dos personas que seguían esta escuela eran James O'Connor y más tarde Allan Schnaiberg. 
Más tarde, se desarrolló una tendencia diferente en el eco-marxismo a través de la atención que se enfoca en la importancia del análisis metabólico en el pensamiento de Marx de John Bellamy Foster . Contrariamente a las suposiciones previas, Foster argumentó que el materialismo de Marx lo llevó a teorizar el trabajo como el proceso metabólico entre la humanidad y el resto de la naturaleza. En las interpretaciones prometeicas de Marx que Foster critica, se asumió que su análisis era muy similar a los puntos de vista antropocéntricos criticados por los primeros sociólogos ambientales. En cambio, Foster argumentó que el mismo Marx estaba preocupado por la ruptura metabólica generada por el metabolismo social de la sociedad capitalista, particularmente en la agricultura industrial. Marx había identificado una "ruptura irreparable en el proceso interdependiente del metabolismo social", creado por la agricultura capitalista que estaba destruyendo la productividad de la tierra y la creación de desechos en sitios urbanos que no pudieron reintegrarse en la tierra y, por lo tanto, condujeron a la destrucción de la salud de los trabajadores urbanos simultáneamente. Al repasar la contribución de este hilo del eco-marxismo a la sociología ambiental actual, Pellow y Brehm concluyen que "La ruptura metabólica es un desarrollo productivo en el campo porque conecta la investigación actual con la teoría clásica y vincula la sociología con una serie interdisciplinaria de literaturas científicas centradas en dinámica del ecosistema".
Foster enfatizó que su argumento presuponía la "obra magistral" de Paul Burkett, quien había desarrollado una perspectiva "rojo-verde" estrechamente relacionada, enraizada en un examen directo de la teoría del valor de Marx. Burkett y Foster procedieron a escribir varios artículos juntos sobre las concepciones ecológicas de Marx, reflejando su perspectiva compartida Más recientemente, Jason W. Moore inspirado en el enfoque analítico de valor de Burkett para la ecología de Marx y argumentando que el trabajo de Foster no fue suficiente, buscó integrar la noción de ruptura metabólica con la teoría de los sistemas mundiales.

#### Dialéctica socioambiental
En 1975, el trabajo altamente influyente de Allan Schnaiberg transfiguró la sociología ambiental, proponiendo una dialéctica socioambiental, aunque también dentro del marco "neo-marxista" de la relativa autonomía del estado. Este concepto conflictivo tiene una sobresaliente importancia política. Primero, la síntesis económica establece que el deseo de expansión económica prevalecerá sobre las preocupaciones ecológicas. La política decidirá maximizar el crecimiento económico inmediato a expensas de la interrupción ambiental. En segundo lugar, la síntesis de escasez gestionada concluye que los gobiernos intentarán controlar solo los problemas ambientales más graves para prevenir los desastres económicos y de salud. Esto dará la apariencia de que los gobiernos actúan de manera más ambientalmente consciente de lo que realmente lo hacen. En tercer lugar, la síntesis ecológica genera un caso hipotético donde la degradación ambiental es tan grave que las fuerzas políticas responderían con políticas sostenibles. El factor determinante sería el daño económico causado por la degradación ambiental. El motor económico estaría basado en recursos renovables en este punto. Los métodos de producción y consumo se adherirían a las regulaciones de sostenibilidad. 
Estas síntesis basadas en conflictos tienen varios resultados potenciales. Una es que las fuerzas económicas y políticas más poderosas preservarán el statu quo y reforzarán su dominio. Históricamente, esta es la ocurrencia más común. Otro resultado potencial es que las partes contendientes caigan en un punto muerto. Por último, pueden resultar tumultuosos eventos sociales que redistribuyen los recursos económicos y políticos.

#### Cinta de producción
En 1980, el trabajo altamente influyente de Allan Schnaiberg titulado El medio ambiente: del superávit a la escasez (1980) fue una gran contribución a este tema de una dialéctica socioambiental. Al alejarse del reduccionismo económico como otros neomarxistas, Schnaiberg pidió un análisis de cómo ciertos proyectos de "capitalismo político" fomentaban la degradación ambiental en lugar de todo el capitalismo per se. Esta tendencia actual en el análisis neo-marxista (es decir, incluida la relativa autonomía del estado) agregó aquí las condiciones ambientales de las adiciones y retiros abstractos del medio ambiente como políticas sociales en lugar de contextos naturalizados. 
El capitalismo político de Schnaiberg, también conocido como la "Cinta de la producción", es un modelo de conflicto y de cooperación entre tres grupos abstractos: el estado, el capital (exclusivamente capital monopolista con sus costos fijos más grandes y, por lo tanto, presiones más grandes para la continua expansión de las ganancias para justificar más costos fijos) y mano de obra (organizada). Solo analiza a los Estados Unidos en detalle, aunque ve una cinta de producción y degradación ambiental en operación en la Unión Soviética o en los países socialistas también. Se encontró que el deseo de expansión económica era una base política común para que los tres grupos contenciosos —en capital, trabajo y estado— superaran sus intereses separados y pospusieran el conflicto al acordar el crecimiento económico. Por lo tanto, las bases para una alianza política emergen entre estos actores conflictivos cuando el capitalismo monopolista puede convencer a los otros dos nodos para que apoyen su consolidación politizada. Esto puede ser atractivo para los otros nodos, ya que además proporciona una mayor legitimidad estatal y su propio financiamiento al tiempo que proporciona (al menos en ese momento) un empleo seguro para los trabajadores en industrias más grandes con su consumo estable o creciente deseado. Sin embargo, Schnaiberg sintió que el daño ambiental causado por la expansión capitalista estatal-política y apoyada por los trabajadores puede causar una disminución tanto en la financiación estatal como en el sustento de los trabajadores. Esto proporciona motivos para que ambos rechacen su alianza en la cinta de producción . Esto significaría cortar el apoyo laboral organizado y el apoyo de la política estatal a los deseos de consolidación del capital monopolista. Schnaiberg está motivado al optimismo por este potencial si los estados y los movimientos laborales pueden ser educados sobre los peligros ambientales y de sustento a largo plazo de cualquier apoyo del capital monopolista.

### Modernización ecológica y modernización reflexiva
En la década de 1980, una crítica del eco-marxismo estaba a la vista, dados los datos empíricos de países (principalmente en Europa Occidental como los Países Bajos, Alemania Occidental y, en cierto modo, el Reino Unido) que intentaban casar la protección ambiental con crecimiento económico en lugar de ver como por separado Esto se hizo a través de la reestructuración estatal y de capital. Los principales defensores de esta escuela de investigación son Arthur PJ Mol y Gert Spaargaren . Ejemplos populares de modernización ecológica serían los ciclos de producción "de la cuna a la cuna ", la ecología industrial, la agricultura orgánica a gran escala, la biomimética, la permacultura, la agroecología y ciertos aspectos del desarrollo sostenible; todo ello implica que el crecimiento económico es posible si ese crecimiento está bien organizado. El medio ambiente en mente. 
Modernización reflexiva
Los numerosos volúmenes del sociólogo alemán Ulrich Beck argumentaron por primera vez desde fines de la década de 1980 que los movimientos sociales ambientales del mundo podrían transformar nuestra sociedad de riesgo en un cambio estructural sin rechazar los beneficios de la modernización y la industrialización. Esto está conduciendo a una forma de "modernización reflexiva" con un mundo de riesgo reducido y un mejor proceso de modernización en economía, política y prácticas científicas, ya que están menos comprometidas con un ciclo de protección del riesgo de corrección (lo que él llama el estado organizado de nuestro estado). irresponsabilidad ): la política crea ecodesatres, luego reclama la responsabilidad en un accidente, pero nada permanece corregido porque desafía la estructura misma de la operación de la economía y el dominio privado del desarrollo, por ejemplo. La idea de Beck de una modernización reflexiva contempla cómo nuestras crisis ecológicas y sociales a finales del siglo XX están conduciendo hacia transformaciones de todas las instituciones del sistema político y económico, haciéndolas más "racionales" con la ecología en mente. 

### Construcción social del medio ambiente
Además, en la década de 1980, con el aumento del posmodernismo en la academia occidental y la apreciación del discurso como una forma de poder, algunos sociólogos recurrieron al análisis de las afirmaciones ambientales como una forma de construcción social más que un requisito "material". Los defensores de esta escuela incluyen a John A. Hannigan, particularmente en Sociología Ambiental: Una Perspectiva Social Construccionista (1995). Hannigan defiende un "construccionismo suave" (los problemas ambientales son materialmente reales, aunque requieren que se note la construcción social) sobre un "construccionismo duro" (la afirmación de que los problemas ambientales son construcciones completamente sociales).
Aunque a veces hubo un debate agudo entre los "campos" constructivistas y realistas dentro de la sociología ambiental en la década de 1990, ambas partes han encontrado un terreno común considerable, ya que ambos aceptan cada vez más que, si bien la mayoría de los problemas ambientales tienen una realidad material, solo se conocen a través de procesos humanos. tales como el conocimiento científico, los esfuerzos de los activistas y la atención de los medios. En otras palabras, la mayoría de los problemas ambientales tienen un estado ontológico real a pesar de nuestra conciencia de ellos derivados de procesos sociales, procesos mediante los cuales los científicos, activistas, medios de comunicación y otros actores sociales construyen diversas condiciones como problemas. En consecuencia, los problemas ambientales deben entenderse a través de procesos sociales, a pesar de cualquier base material que puedan tener externa a los humanos. Esta interactividad ahora es ampliamente aceptada, pero muchos aspectos del debate continúan en la investigación contemporánea en este campo.

## Eventos

### Ambientalismo moderno
Estados Unidos
La década de 1960 construyó un fuerte impulso cultural para las causas ambientales, dando origen al movimiento ambiental moderno y un gran cuestionamiento en los sociólogos interesados en analizar el movimiento. La conciencia verde generalizada se movió verticalmente dentro de la sociedad, dando como resultado una serie de cambios en las políticas en muchos estados de los Estados Unidos y Europa en la década de 1970. En los Estados Unidos, este período se conoció como la "década ambiental" con la creación de la Agencia de Protección Ambiental de los Estados Unidos y la aprobación de la Ley de Especies en Peligro de Extinción, la Ley de Agua Limpia y las enmiendas a la Ley de Aire Limpio . El Día de la Tierra de 1970, celebrado por millones de participantes, representó la era moderna del pensamiento ambiental.

### Estudios históricos
Si bien el modo de pensamiento actual expresado en la sociología ambiental no prevaleció hasta la década de 1970, su aplicación ahora se usa en el análisis de los pueblos antiguos. Se sostuvo que sociedades como la Isla de Pascua, los Anaszi y los mayas terminaron abruptamente, en gran parte debido a una mala gestión ambiental. Esto ha sido cuestionado en trabajos posteriores, sin embargo, como causa exclusiva (Coled Diamond 's Collapse (2005); o trabajo más moderno en la Isla de Pascua). El colapso de los mayas envió un mensaje histórico de que incluso las culturas avanzadas son vulnerables al suicidio ecológico, aunque Diamond sostiene que ahora fue menos un suicidio que un cambio climático ambiental que llevó a una falta de capacidad de adaptación y una falta de élite. disposición para adaptarse incluso ante los signos mucho antes de problemas ecológicos próximos. Al mismo tiempo, los éxitos sociales de Diamond incluyeron las islas de Nueva Guinea y Tikopia, cuyos habitantes han vivido de forma sostenible durante 46.000 años. 
John Dryzek et al. argumentan en Estados verdes y movimientos sociales: el ecologismo en los Estados Unidos, el Reino Unido, Alemania y Noruega (2003) que puede haber un movimiento social ambiental global común, aunque sus resultados específicos son nacionalistas, cayendo en cuatro. Tipos ideales de interacción entre movimientos ambientales y poder estatal. Usan como estudios de caso los movimientos sociales ambientales y la interacción estatal de Noruega, el Reino Unido, los Estados Unidos y Alemania. Analizan los últimos 30 años de ecologismo y los diferentes resultados que el movimiento verde ha tomado en diferentes contextos estatales y culturas. 
Recientemente y aproximadamente en el orden temporal a continuación, los sociólogos encuentran estudios históricos comparativos a largo plazo de la degradación ambiental. Hay dos tendencias generales: muchas emplean la teoría de sistemas mundiales: analizan los problemas ambientales durante largos períodos de tiempo y espacio; y otros emplean métodos históricos comparativos. Algunos utilizan ambos métodos simultáneamente, a veces sin hacer referencia a la teoría de los sistemas mundiales (como Whitaker, ver más abajo). 
Stephen G. Bunker (m. 2005) y Paul S. Ciccantell colaboraron en dos libros desde una perspectiva de la teoría de los sistemas mundiales, siguiendo las cadenas de productos básicos a través de la historia del sistema mundial moderno, describiendo la importancia cambiante del espacio, el tiempo y la escala de extracción. y cómo estas variables influyeron en la forma y la ubicación de los principales nodos de la economía mundial durante los últimos 500 años. Su visión del mundo se basaba en las economías de extracción y en la política de los diferentes estados que buscan dominar los recursos del mundo y entre sí mediante el control hegemónico de los principales recursos o la reestructuración de los flujos globales en beneficio de sus ubicaciones. 
El trabajo de tres volúmenes de la teoría de los sistemas mundiales del medio ambiente por Sing C. Chew analizó cómo "Naturaleza y cultura" interactúan durante largos períodos de tiempo, comenzando con la degradación ecológica mundial (2001) En libros posteriores, Chew argumentó que había tres " edades oscuras " en la historia mundial del medio ambiente caracterizadas por períodos de colapso y reorientación en la economía mundial asociados con marcos más localistas de comunidad, economía e identidad que llegaron a dominar las relaciones naturaleza / cultura después de la facilitación estatal Destrucción ambiental deslegitimada de otras formas. Así, las comunidades recreadas se fundaron en las llamadas "edades oscuras", las religiones novedosas se popularizaron, y quizás lo más importante para él es que el medio ambiente tuvo varios siglos para recuperarse de la destrucción anterior. Chew argumenta que la política verde moderna y el bioregionalismo son el comienzo de un movimiento similar en la actualidad que podría llevar a una transformación generalizada del sistema. Por lo tanto, podemos estar al borde de otra "era oscura" global que es brillante en lugar de oscura en muchos niveles, ya que argumenta que la comunidad humana regresará con la curación ambiental cuando los imperios colapsen. 
El sociólogo histórico del medio ambiente, Mark D. Whitaker, analizó China, Japón y Europa durante más de 2.500 años en su libro Ecological Revolution (2008), donde realizó más estudios de casos. Argumentó que, en lugar de que los movimientos ambientales sean "Nuevos Movimientos Sociales" propios de las sociedades actuales, los movimientos ambientales son muy antiguos y se expresan a través de movimientos religiosos en el pasado (o en el presente como en ecoteologí ) que comienzan a centrarse en las preocupaciones materiales de la salud., ecología local, y protesta económica contra la política estatal y sus extracciones. Argumenta que el pasado o el presente es muy similar: hemos participado con un trágico proceso de civilización común de degradación ambiental, consolidación económica y falta de representación política durante muchos milenios, que tiene resultados predecibles. Argumenta que se requiere una forma de bioregionalismo, el estado bioregional, para hacer frente a la corrupción política en sociedades presentes o pasadas relacionadas con la degradación ambiental. 
Después de analizar la historia mundial de la degradación del medio ambiente con métodos muy diferentes, ambos sociólogos Sing Chew y Mark D. Whitaker llegaron a conclusiones similares y proponen diferentes formas de bioregionalismo. 

## Revistas relacionadas
Entre las revistas claves en este campo están: 
- Environmental Sociology
- Human Ecology
- Human Ecology Review
- Nature and Culture
- Organization &amp; Environment
- Population and Environment
- Rural Sociology
- Society and Natural Resources